# Troy (Alabama)
Troy is een plaats (city) in de Amerikaanse staat Alabama, en valt bestuurlijk gezien onder Pike County.

## Demografie
Bij de volkstelling in 2000 werd het aantal inwoners vastgesteld op 13.935.
In 2006 is het aantal inwoners door het United States Census Bureau geschat op 14.049, een stijging van 114 (0.8%).

## Geografie
Volgens het United States Census Bureau beslaat de plaats een oppervlakte van
68,2 km², waarvan 68,0 km² land en 0,2 km² water. Troy ligt op ongeveer 133 m boven zeeniveau.

## Plaatsen in de nabije omgeving
De onderstaande figuur toont de plaatsen in een straal van 32 km rond Troy.

## Geboren
- John Robert Lewis (1940-2020), mensenrechtenactivist en politicus